# Resultados do Carnaval de Porto Alegre em 2003
Resultados do Carnaval de Porto Alegre em 2003. A vencedora do grupo especial foi Bambas da Orgia com o enredo, No caminho uma bola, dentro da bola o sonho azul de um Grêmio vencedor.

## Grupo Especial
| Colocação | Escola                     | Pontos | Punições | Nota      | Ref.        |
| --------- | -------------------------- | ------ | -------- | --------- | ----------- |
| 1º        | Bambas da Orgia            | 160    |          |           | [ 3 ] [ 4 ] |
| 2º        | Imperadores do Samba       | 157,5  | -1       |           | [ 3 ] [ 4 ] |
| 3º        | Imperatriz Dona Leopoldina | 156,5  | -1       |           | [ 3 ] [ 4 ] |
| 4º        | União da Vila do IAPI      | 154    | -1       |           | [ 3 ] [ 4 ] |
| 5º        | Academia Samba Puro        | 150,5  | -4       |           | [ 3 ] [ 4 ] |
| 6º        | Academia de Samba Praiana  | 140,5  | -11      |           | [ 3 ] [ 4 ] |
| 7º        | Unidos de Vila Isabel      | 135    | - 23     | Rebaixada | [ 3 ] [ 4 ] |
| 8º        | Estado Maior da Restinga   | 128,5  | -14      | Rebaixada | [ 3 ] [ 4 ] |

## Grupo Intermediário A
| Colocação | Escola                        | Pontos | Nota      | Ref.  |
| --------- | ----------------------------- | ------ | --------- | ----- |
| 1º        | Império do Sol                | 159,5  | Promovida | [ 5 ] |
| 2º        | Acadêmicos de Gravataí        | 155,5  |           | [ 5 ] |
| 3º        | Real Academia de Samba        | 153    |           | [ 5 ] |
| 4º        | Protegidos da Princesa Isabel | 147    |           | [ 5 ] |
| 5º        | Copacabana                    | 129,5  |           | [ 5 ] |
| 6º        | União da Tinga                | 129,5  | Rebaixada | [ 5 ] |

## Grupo Intermediário B
| Colocação | Escola                        | Pontos | Nota      | Ref.  |
| --------- | ----------------------------- | ------ | --------- | ----- |
| 1º        | Fidalgos e Aristocratas       | 158,5  | Promovida | [ 5 ] |
| 2º        | Império da Zona Norte         | 158    |           | [ 5 ] |
| 3º        | Embaixadores do Ritmo         | 156,5  |           | [ 5 ] |
| 4º        | Realeza                       | 143    |           | [ 5 ] |
| 5º        | Filhos da Candinha            | 141    |           | [ 5 ] |
| 6º        | Imperatriz Leopoldense        | 105,5  |           | [ 5 ] |
| 7º        | Mocidade da Lomba do Pinheiro | 103    | Rebaixada | [ 5 ] |

## Grupo de Acesso
| Colocação | Escola                          | Pontos | Nota      | Ref.  |
| --------- | ------------------------------- | ------ | --------- | ----- |
| 1º        | Acadêmicos de Niterói           | 158,5  | Promovida | [ 5 ] |
| 2º        | Integração do Areal da Baronesa | 155,5  |           | [ 5 ] |
| 7º        | Unidos da Zona Norte            | *      | Eliminada | [ 5 ] |

## Tribos
| Colocação | Tribo        | Pontos | Ref.  |
| --------- | ------------ | ------ | ----- |
| 1º        | Os Comanches | 144,5  | [ 5 ] |
| 2º        | Guaianazes   | 138,5  | [ 5 ] |
| 3º        | Os Tapuias   | 128    | [ 5 ] |